# 小扁豆汤
小扁豆汤是以小扁豆熬成的汤，存在于许多地区和文明中。汤的配料没有硬性要求，可以加入蔬菜或肉类，小扁豆也可以根据喜好选择不同种类。

## 历史和文学
有小扁豆出土于旧石器时代和中石器时代希腊地区的弗朗西洞穴、中石器时代末期叙利亚的穆赖拜特和阿布胡赖拉丘地区以及公元前8000年杰里科地区遗址。小扁豆汤亦在不同文明里出现。古希腊人喜爱喝小扁豆汤；古希腊人阿里斯托芬曾说到 : “你竟敢侮辱小扁豆汤这么美味的佳肴！（译）” 在《圣经-创世纪》（25:30-34）中，弟弟雅各为其兄长厄撒乌煮了一锅红扁豆汤，使其甘愿放弃长子继承权。犹太人的传统中，圆扁豆代表一个生命的完整周期，因此人们在哀悼时常会喝小扁豆汤。

## 菜式
除了小扁豆外，汤中还可以加入蔬菜，如胡萝卜、土豆、芹菜、欧芹、西红柿、南瓜、车前草或者洋葱。常见的调味品有大蒜、月桂叶、孜然、橄榄油和醋，有时还会配上面包丁、切碎的香草、黄油、奶油或酸奶。在印度，人们用磨碎的小扁豆熬汤，并加入多种香料；通常在冬季食用。在中东，小扁豆汤中会加入柠檬汁用以减轻汤中浓郁的口感。

## 营养价值

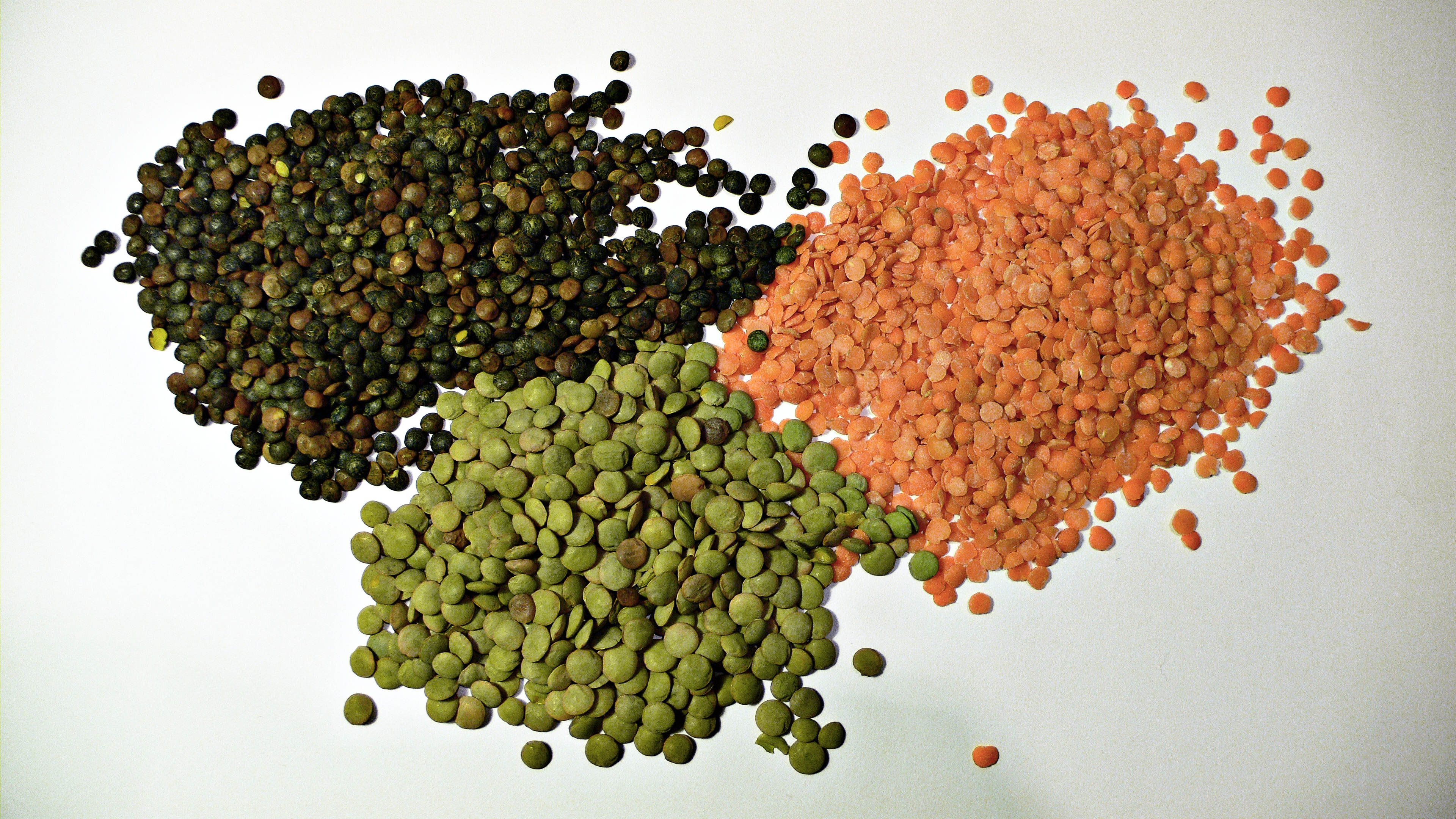
几种用于制作扁豆汤的小扁豆

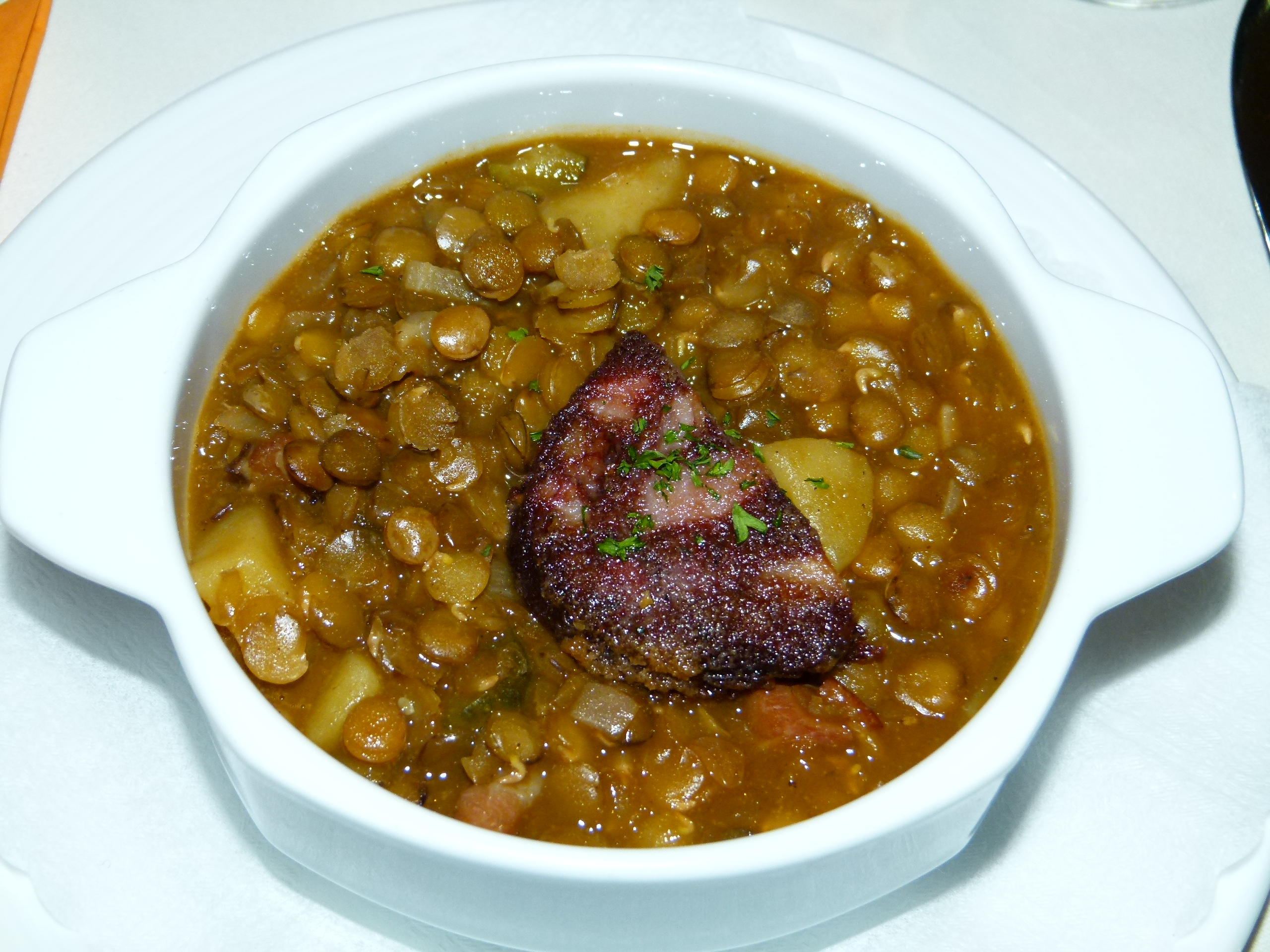
德国一种加入了血肠的小扁豆汤

小扁豆汤营养丰富，富含蛋白质、膳食纤维、铁和钾。古希腊医师希波克拉底曾建议肝病患者多吃小扁豆。